# Cunter
Cunter ⓘ (deutsch und bis 1943 Conters im Oberhalbstein) ist eine Ortschaft in der Gemeinde Surses, Kanton Graubünden.
Bis zum 31. Dezember 2015 war sie eine eigenständige politische Gemeinde. Am 1. Januar 2016 fusionierte Cunter mit den Gemeinden Bivio, Marmorera, Mulegns, Riom-Parsonz, Salouf, Savognin, Sur und Tinizong-Rona zur neuen Gemeinde Surses.

## Geographie
Cunter ist eine ehemalige Gemeinde in der Region Oberhalbstein und liegt am rechten Ufer der Julia an der Strasse von Tiefencastel nach Silvaplana (der Julier-Passstrasse). Nebst dem Dorf gehören noch der Weiler Burvagn und die Mäiensässen Muntschect und Promastgel zum Ort. Vom gesamten ehemaligen Gemeindeareal von 711 ha sind 355 ha von Wald und Gehölz bedeckt. Immerhin 230 ha können landwirtschaftlich genutzt werden – der Grossteil davon sind allerdings Alpwirtschaften. Weitere 108 ha sind unproduktive Fläche (meist Gebirge), und 18 ha sind Siedlungsfläche.
Cunter grenzt an Riom-Parsonz, Salouf, Savognin und Albula/Alvra.

## Geschichte

Luftbild von Walter Mittelholzer (1928)

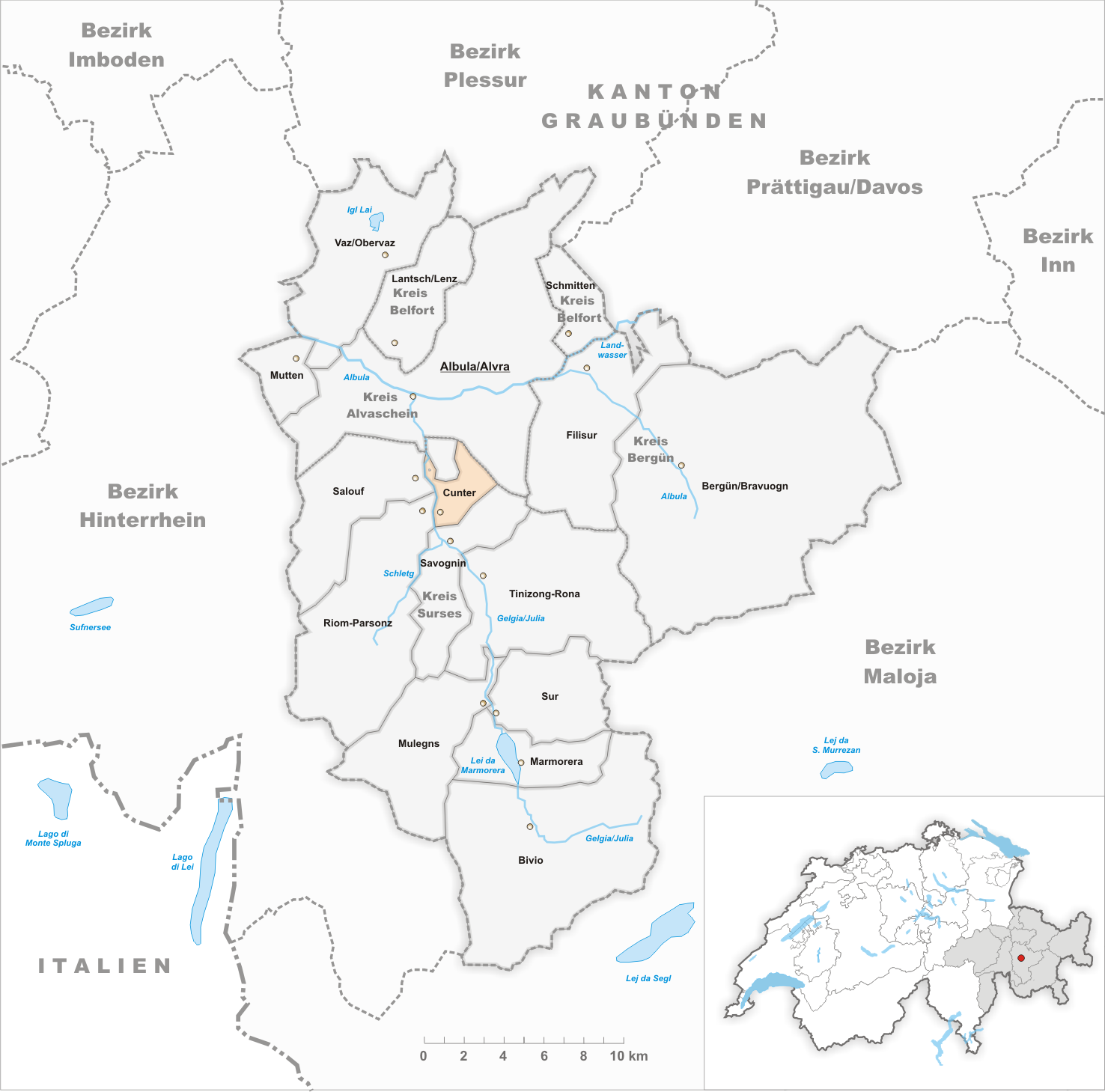
Gemeindestand vor der Fusion am 1. Januar 2016

Die bronzezeitliche Siedlung des 12. Jahrhunderts v. Chr. in Caschligns oberhalb von Cunter ist vermutlich früheste Wegverbindung zum Albulatal. Bis 1850 Teil des Hochgerichts Oberhalbstein im Gotteshausbund, in dessen Ämtern sich diverse Mitglieder der im Tal führenden Familie Scarpatetti als Landvögte finden.
Eine Kirche ist erstmals 1392 erwähnt, der barocke Neubau wurde 1677 S. Carlo Borromeo geweiht. Cunter wurde bis 1725 von Riom aus kirchlich betreut. Ursprünglich zu Riom gehörend, verselbstständigte sich Cunter in politischer und ökonomischer Hinsicht in einem längeren Prozess vom 17. bis ins frühe 20. Jahrhundert. 1566 unterstützte eine ausserordentliche Landsgemeinde des Oberhalbsteins in Cunter die Forderung des Gotteshausbundes nach Absetzung des Churer Bischofs Beatus a Porta. 1740 verhalfen Leute von Cunter desertierenden österreichischen Rekruten zur Flucht; die Aktion führte zur Kornsperre für die Drei Bünde durch Österreich. Die Dorfbrände 1754, 1812, 1824 und 1896 (Brandstiftung) liessen wenig ältere Bausubstanz übrig. Bis 1950 ein reines Bauerndorf, hatte Cunter Ende des 20. Jahrhunderts noch wenige landwirtschaftliche Betriebe und Gewerbe.
Ab ca. 1845 führte Cunter eine Primarschule, später wurde mit Nachbargemeinden ein Schulkonsortium gebildet. 2000 betrug der Anteil der romanischsprachigen Einwohner noch 51 Prozent. Im Sog der touristischen Entwicklung von Savognin entstanden ab 1970 Ferienhäuser und -wohnungen. Zusammen mit den Wasserzinsen des Elektrizitätswerks Zürich und des Kieswerks an der Julia trugen sie zur guten Finanzlage von Cunter bei.

## Wappen
| Wappen von Cunter | Blasonierung: «In Gold (Gelb) das rote Brustbild des Heiligen Karl Borromäus» |
| Wappen von Cunter | Das Motiv des Wappens ist der Patron der örtlichen Pfarrkirche                |

## Bevölkerung
| Jahr      | 1850 | 1900 | 1950 | 1970 | 1980 | 1990 | 2000 | 2005 | 2014 |
| Einwohner | 182  | 152  | 152  | 116  | 141  | 175  | 198  | 215  | 256  |

### Sprachen
Die ursprüngliche Sprache ist Surmeirisch, eine regionale Mundart des Bündnerromanischen. Die ehemalige Gemeinde blieb bis 1970 beinahe einsprachig romanisch. Während 1880 86,4 % diese Sprache als Muttersprache angaben, war der Wert 1910 sogar auf 95,39 % gestiegen. 1941 betrug er noch 86,4 % und 1970 87,93 %. Seither findet ein verstärkter Sprachwechsel zum Deutschen statt, der auf Zuwanderung zurückgeführt werden kann. Dies belegt untenstehende Tabelle:
| Sprachen         | Volkszählung 1980 | Volkszählung 1980 | Volkszählung 1990 | Volkszählung 1990 | Volkszählung 2000 | Volkszählung 2000 |
| Sprachen         | Anzahl            | Anteil            | Anzahl            | Anteil            | Anzahl            | Anteil            |
| ---------------- | ----------------- | ----------------- | ----------------- | ----------------- | ----------------- | ----------------- |
| Deutsch          | 27                | 19,15 %           | 54                | 30,86 %           | 72                | 36,36 %           |
| Bündnerromanisch | 105               | 74,47 %           | 95                | 54,29 %           | 101               | 51,01 %           |
| Italienisch      | 8                 | 5,67 %            | 9                 | 5,14 %            | 11                | 5,56 %            |
| Einwohner        | 141               | 100 %             | 175               | 100 %             | 198               | 100 %             |

Behördensprache ist das Bündnerromanische.

### Herkunft und Nationalität
Von den Ende 2005 215 Bewohnern sind 184 (= 85,58 %) Schweizer Bürger.

## Verein
- Uniun da Giuventetna Riom Parsonz Cunter (Jungmannschaft Riom-Parsonz-Cunter)[2]

## Sehenswürdigkeiten

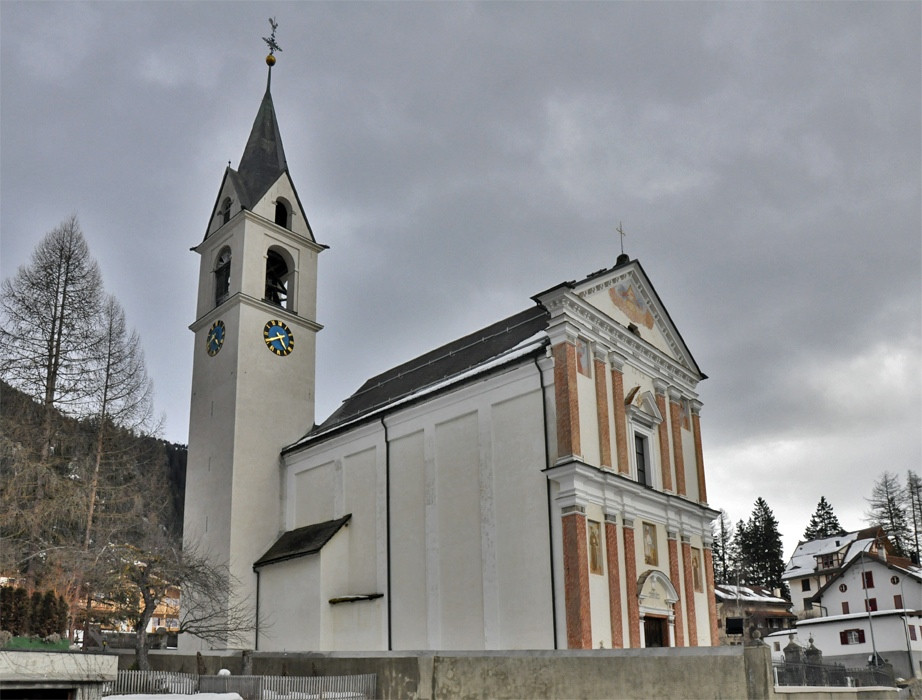
Pfarrkirche St. Karl Borromeo

Katholische Pfarrkirche St. Karl Borromäus